# Kraniónas (Kastoriá)
Kraniónas, en grec moderne : Κρανιώνας, est un village du dème de Kastoriá, district régional de Kastoriá, en Macédoine-Occidentale, Grèce.
Selon le recensement de 2011, la population du village compte cinq habitants.